# تود هينز
تود هينز (بالإنجليزية: Todd Haynes)‏ مواليد 2 يناير 1961 في كاليفورنيا، الولايات المتحدة، هو مخرج أمريكي بدأ مسيرته الفنية عام 1985.

## الأعمال
- 1998: منجم ذهب مخملي
- 2007: أنا لست هناك

## وصلات خارجية
- تود هينز على موقع IMDb (الإنجليزية)
- تود هينز على موقع الموسوعة البريطانية (الإنجليزية)
- تود هينز على موقع روتن توميتوز (الإنجليزية)
- تود هينز على موقع مونزينجر (الألمانية)
- تود هينز على موقع قاعدة بيانات الأفلام العربية
- تود هينز على موقع ألو سيني (الفرنسية)
- تود هينز على موقع ميوزك برينز (الإنجليزية)
- تود هينز على موقع تيرنر كلاسيك موفيز (الإنجليزية)
- تود هينز على موقع أول موفي (الإنجليزية)
- تود هينز على موقع قاعدة بيانات الأفلام السويدية (السويدية)